# Mervans
Mervans és un municipi francès, situat al departament de Saona i Loira i a la regió de Borgonya - Franc Comtat. L'any 2007 tenia 1.341 habitants.

## Demografia

### Població
El 2007 la població de fet de Mervans era de 1.341 persones. Hi havia 588 famílies, de les quals 196 eren unipersonals (90 homes vivint sols i 106 dones vivint soles), 212 parelles sense fills, 149 parelles amb fills i 31 famílies monoparentals amb fills.
La població ha evolucionat segons el següent gràfic:
Habitants censats

### Habitatges
El 2007 hi havia 741 habitatges, 601 eren l'habitatge principal de la família, 73 eren segones residències i 67 estaven desocupats. 663 eren cases i 76 eren apartaments. Dels 601 habitatges principals, 422 estaven ocupats pels seus propietaris, 163 estaven llogats i ocupats pels llogaters i 17 estaven cedits a títol gratuït; 3 tenien una cambra, 38 en tenien dues, 107 en tenien tres, 188 en tenien quatre i 265 en tenien cinc o més. 463 habitatges disposaven pel capbaix d'una plaça de pàrquing. A 276 habitatges hi havia un automòbil i a 236 n'hi havia dos o més.

### Piràmide de població
La piràmide de població per edats i sexe el 2009 era:
| Homes | Edats   | Dones |
| ----- | ------- | ----- |
| 0     | 95 o +  | 4     |
| 0     | 90 a 94 | 4     |
| 12    | 85 a 89 | 16    |
| 12    | 80 a 84 | 12    |
| 44    | 75 a 79 | 40    |
| 48    | 70 a 74 | 40    |
| 52    | 65 a 69 | 56    |
| 32    | 60 a 64 | 44    |
| 28    | 55 a 59 | 48    |
| 44    | 50 a 54 | 32    |
| 44    | 45 a 49 | 28    |
| 16    | 40 a 44 | 24    |
| 28    | 35 a 39 | 32    |
| 56    | 30 a 34 | 24    |
| 32    | 25 a 29 | 44    |
| 24    | 20 a 24 | 36    |
| 24    | 15 a 19 | 16    |
| 12    | 10 a 14 | 36    |
| 24    | 5 a 9   | 16    |
| 20    | 0 a 4   | 36    |

## Economia
El 2007 la població en edat de treballar era de 753 persones, 550 eren actives i 203 eren inactives. De les 550 persones actives 496 estaven ocupades (283 homes i 213 dones) i 53 estaven aturades (22 homes i 31 dones). De les 203 persones inactives 99 estaven jubilades, 37 estaven estudiant i 67 estaven classificades com a «altres inactius».

### Ingressos
El 2009 a Mervans hi havia 601 unitats fiscals que integraven 1.324 persones, la mediana anual d'ingressos fiscals per persona era de 14.352 €.

### Activitats econòmiques
Dels 70 establiments que hi havia el 2007, 4 eren d'empreses alimentàries, 5 d'empreses de fabricació d'altres productes industrials, 8 d'empreses de construcció, 18 d'empreses de comerç i reparació d'automòbils, 10 d'empreses de transport, 4 d'empreses d'hostatgeria i restauració, 1 d'una empresa financera, 1 d'una empresa immobiliària, 3 d'empreses de serveis, 8 d'entitats de l'administració pública i 8 d'empreses classificades com a «altres activitats de serveis».
Dels 22 establiments de servei als particulars que hi havia el 2009, 1 era una oficina de correu, 1 una oficina bancària, 1 funerària, 5 tallers de reparació d'automòbils i de material agrícola, 1 paleta, 2 guixaires pintors, 3 fusteries, 1 lampisteria, 1 electricista, 3 perruqueries, 1 veterinari i 2 restaurants.
Dels 6 establiments comercials que hi havia el 2009, 1 era una gran superfície de material de bricolatge, 2 fleques, 2 carnisseries i 1 una peixateria.
L'any 2000 a Mervans hi havia 28 explotacions agrícoles que ocupaven un total de 1.472 hectàrees.

## Equipaments sanitaris i escolars
El 2009 hi havia 1 farmàcia i 1 ambulància.
El 2009 hi havia una escola elemental.

## Poblacions més properes
El següent diagrama mostra les poblacions més properes.